# Daan van Dijk
Daniel "Daan" van Dijk, född 10 maj 1907 i Haag, död 22 november 1986 i Haag, var en nederländsk tävlingscyklist.
Han blev olympisk guldmedaljör i tandem vid sommarspelen 1928 i Amsterdam.